# Nazionale maschile di rugby a 15 delle Filippine
La nazionale di rugby a 15 delle Filippine rappresenta le Filippine nel rugby a 15 in ambito internazionale, dove è inclusa fra le formazioni di terzo livello.